# Ravanusa
Ravanusa (Rivinusa in siciliano) è un comune italiano di 10 151 abitanti del libero consorzio comunale di Agrigento in Sicilia.

## Geografia fisica

### Territorio
Sorge a est di Agrigento, capoluogo della medesima provincia, a sud di Caltanissetta e di Sommatino (CL), a nord della vicina Licata e a est della vicinissima, distante solamente 4 km, Campobello di Licata, con la quale sembra formare un unico agglomerato urbano. Ravanusa dista 50 km da Agrigento e 20 km dalle spiagge di Licata, a cui è collegata con una superstrada a Scorrimento Veloce che si percorre in 20 minuti circa.
Il territorio comunale si estende per 49,57 km². Il collegamento tra le due città avveniva tramite la strada vecchia che passa dalla zona "Bifara" fino agli anni 70 quando il ministro Lauricella fa costruire il ponte intitolato al padre quindi "Ponte Lauricella" e favorisce la viabilità tra i due paesi eliminando quella serie di tornanti insidiosi presenti nel vecchio percorso. Ravanusa sorge ai piedi del monte Saraceno, luogo di noti ritrovamenti archeologici di origine greca.

## Storia

### Età medievale

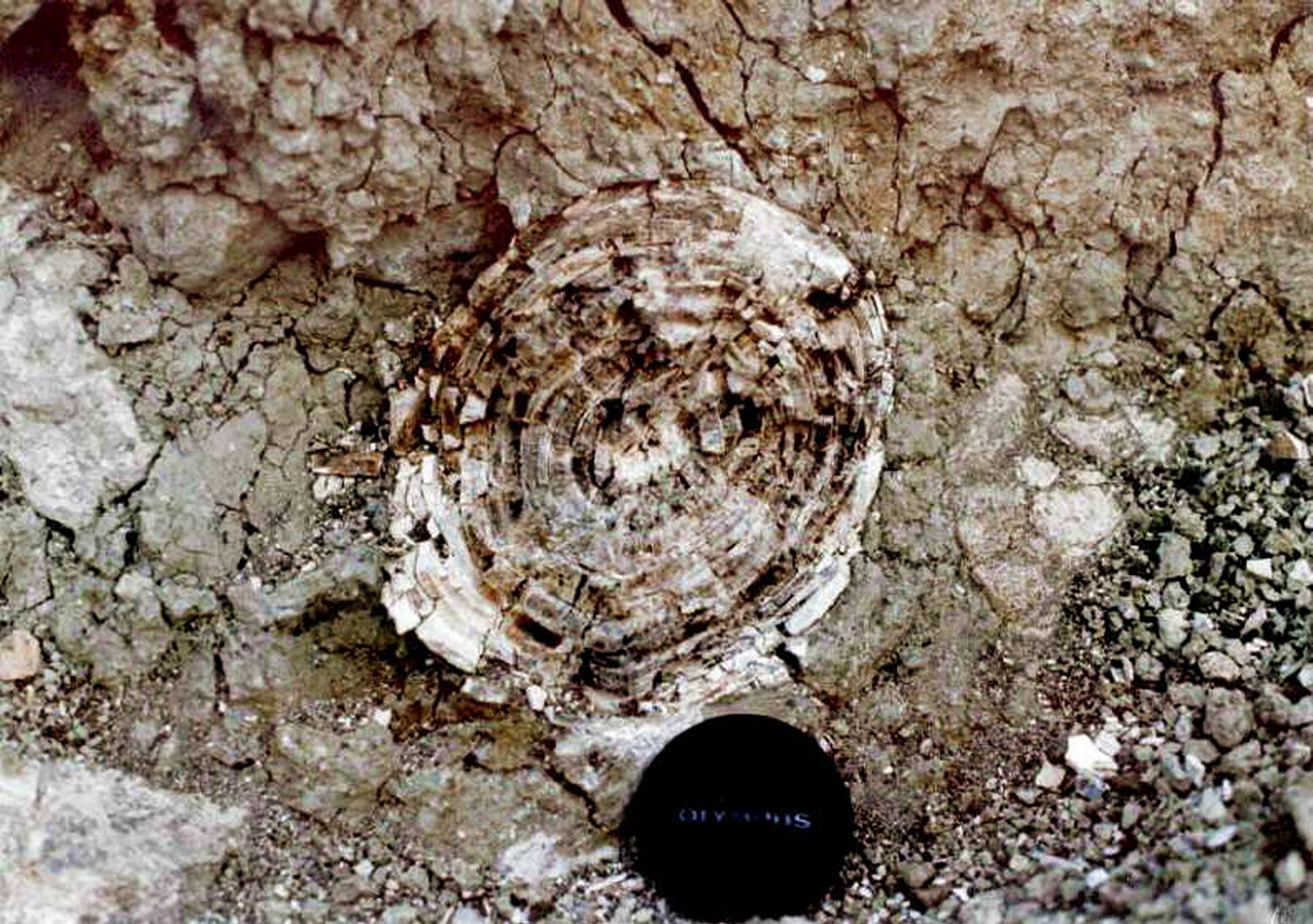
Sezione di Zanna di Elefante Nano ritrovata alle porte di Ravanusa.

Il nuovo paese fondato nel periodo normanno risale al 1086 anno in cui Ruggero d'Altavilla conquistò Agrigento e il territorio circostante. Racconta la leggenda che l'esercito normanno assetato per l'eccessivo caldo e la mancanza di acqua stava per soccombere, Ruggero invocò la Vergine che gli indicò il fico che si trovava ai piedi del monte dal quale sgorgò l'acqua. L'esercito si dissetò e, riprese le forze, sconfisse i Saraceni. Vicino al fico per ringraziare la Madonna venne eretto il primo tempio cristiano dedicato alla Madonna del Fico e del Fonte. Il paladino battezzò quella zona con il nome di Rivinuta, acqua rinvenuta. I cristiani superstiti scesero dal Monte e formarono il primo nucleo di un nuovo paese. Ciò fa pensare che il conte Ruggero dovette trovare degli abitanti cristiani e la costruzione della chiesetta riunì le poche famiglie. Il feudo di Ravanusa venne concesso da Ruggero a Salvatore Palmeri che si era distinto nella lotta contro i Saraceni. Vicende alterne vedono il succedersi di signorotti su questo feudo finché nel 1449 Giovanni Andrea Crescenzo lo ricevette in dote dalla moglie. Questi ottenne dal re il permesso di elevare il feudo da semplice a nobile e dal 30 dicembre 1472 ha inizio la Baronia di Ravanusa. Quando Ferdinando di Borbone abolì le feudalità in favore dei Comuni, i feudatari furono così costretti a cedere i loro palazzi. Il paese attuale fu fondato da Giacomo Bonanno con licentia populandi del 1616.

### Il disastro dell'11 dicembre 2021
La notte dell'11 dicembre 2021, un sabato sera, una zona di circa 10mila metri quadrati è stata devastata da un'esplosione causata da una fuga di gas metano. L'esplosione ha causato il crollo di decine di palazzine, un centinaio di sfollati e la morte di 9 persone, una delle quali portava anche in grembo un bambino che sarebbe dovuto nascere dopo pochissimi giorni. 
È toccato ai vigili del fuoco di Agrigento intervenire la notte dell'11 dicembre in via Trilussa, per cercare superstiti e vittime. Un team specializzato (collegio di consulenti tecnici) è stato nominato dal Procuratore della Repubblica Patronaggio, ed è coordinato dal professore dell’Università di Palermo Antonio Barcellona. Il docente dovrà, assieme agli altri componenti del team e ad altri professionisti specializzati ed ai VVF, accertare le cause, l’origine dell’esplosione e l’eventuale collegamento con una fuga di gas. Barcellona ha già lavorato con la procura di Agrigento in occasione delle indagini sulla cosiddetta strage della diga Furore di Naro, dove morirono, il 9 ottobre del 2017, due operai precipitati da un’altezza di oltre trenta metri a causa della rottura di un cestello; il docente ha anche lavorato alla ricostruzione tecnica dell'esplosione del serbatoio di Virgin nafta che avvenne il 27 settembre del 2014 nella raffineria di Milazzo, nonché alla ricerca delle cause dell'incendio che nel maggio 2009 ridusse quasi ad un rottame la nave passeggeri Tirrenia Florio.
A Ravanusa, secondo una prima ipotesi, l’innesco di un ingente quantitativo accumulato di gas metano sarebbe all’origine del disastro. In effetti, in occasione delle operazioni peritali svolte dal Collegio peritale, già al secondo giorno di scavi, in via Trilussa, è stato messo un primo punto fermo: i consulenti della Procura hanno trovato il punto di rottura (una saldatura difettosa) della rete del gas nei pressi della casa del professore Pietro Carmina. Nel frattempo dieci persone, tra vertici nazionali e regionali di Italgas, sono state indagate dalla Procura; il fascicolo, che ipotizza i reati di disastro colposo ed omicidio colposo plurimo, è stato aperto come atto dovuto per eseguire le ricerche del punto di rottura nel luogo della tragedia, in via Trilussa, nonché le analisi di laboratorio presso l'Università di Palermo sulla tubazione con lo squarcio rinvenuto durante gli scavi. Nel maggio 2022 i periti della procura hanno depositato gli esiti della consulenza tecnica, in cui si legge che a causare l'esplosione fu uno squarcio apertosi in una saldatura mal eseguita di un raccordo delle tubazioni di gas.

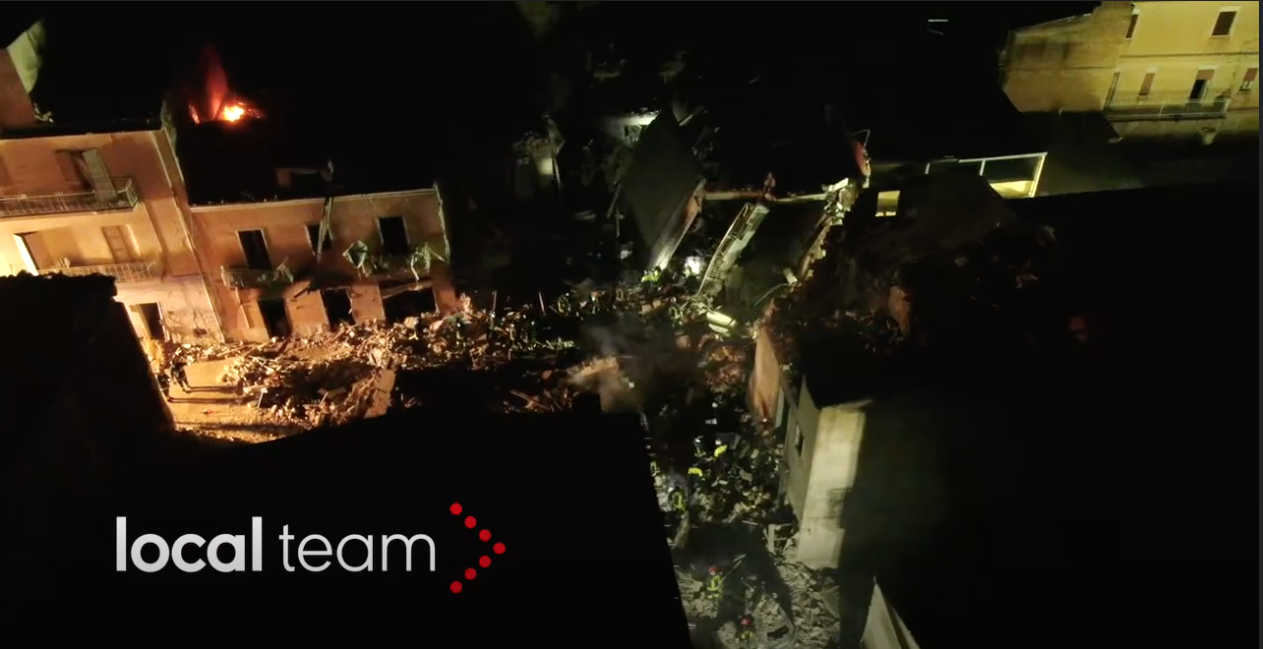
Un'immagine del disastro

## Monumenti e luoghi d'interesse

### Architetture religiose
- Duomo di San Giacomo, Chiesa Madre, 1632.
- Chiesa della Madonna del Fico o del Fonte, tempio edificato dal Gran Conte Ruggero nel 1086, oggi Santuario di Maria Santissima Assunta in Cielo e convento dell'Ordine dei frati minori.
- Chiesa di San Giuseppe.
- Chiesa della Madonna di Fatima.
- Chiesa di San Michele.
- Chiesa di Santa Croce.
- Chiesa della Sacra Famiglia.

### Siti archeologici
Ravanusa è anche chiamata città del Monte Saraceno, dal nome della collina che sorge nelle sue immediate vicinanze. L'appellativo, attribuito con orgoglio a questo paese dall'Amministrazione Comunale, è legato alla ricchissima storia della collina. Il Monte Saraceno fu chiamato così per un errore di attribuzione che alcuni autori del Settecento fecero nel vedere i ruderi di una città distrutta che sorgeva sull'altura.
In realtà studi più recenti hanno appurato che questi luoghi furono abitati dai Sicani tra l'VIII e il VI secolo a.C. e successivamente dai Greci che vi rimasero fino ai primi decenni del III secolo a.C. Da ciò che rimane gli studiosi hanno dedotto che tra l'VIII e il VII secolo sul pianoro sommitale del Monte è sorto un villaggio sicano di capanne circolari, distrutto a metà del VII secolo e poi ricostruito con case a pianta rettilinea. Di questo periodo si possono ammirare nel Museo Archeologico Salvatore Lauricella di Ravanusa i numerosi vasi indigeni decorati a incisione ed impressione e un vaso su alto piede che serviva per bruciare i cereali in onore delle divinità. La vita del villaggio termina nel secondo venticinquennio del VI secolo forse per un conflitto con i Greci, che ricostruirono l'abitato con un aspetto diverso. La parte alta della collina diviene l'acropoli in cui i nuovi abitanti si recano per pregare e adorare le divinità, mentre la città si estende fino al terrazzo inferiore e si munisce di mura. La necropoli sorge in ampie aree ai piedi della collina verso il fiume. Il periodo di massima fioritura del centro si può collocare tra il secondo venticinquennio del VI secolo al terzo venticinquennio del V secolo a.C., periodo in cui subisce un arresto, per poi riprendere subito dopo con una nuova fase edilizia sul pianoro sommitale e il riutilizzo delle strutture precedenti nel terrazzo superiore.
Alla metà del IV secolo un evento traumatico porta ad un abbandono dell'abitato del terrazzo superiore e le costruzioni sul piano sommitale sopravvivono solo fino ai primi decenni del III secolo a.C. Sul nome dell'antica città non c'è ancora certezza si pensa che possa essere identificata con Kakyron o con Maktorion. Nel museo cittadino si possono ammirare terrecotte policrome che ornavano i tetti degli edifici sacri, tra cui spicca il gorgoneion, le arule fittili a decorazione dipinta, vasellame da mensa, anfore, pesi da telaio, in particolare il singolarissimo otre fittile a forma di testuggine e il vaso plastico raffigurante un gruppo dionisiaco di satiro e asino.

## Società

### Evoluzione demografica
Abitanti censiti

### Tradizioni e folclore
Il 15 agosto si celebra la grande festa di Maria SS. Assunta in cielo nei confronti della quale i ravanusani nutrono una grande devozione. La Madonna viene portata in processione dai fedeli con grande solennità. La festa viene detta "festa di mezz'agustu" perché cade a metà di agosto e dura una settimana. Il santo patrono è San Vito e si celebra il 15 giugno.
Gli abitanti del comune di Ravanusa vengono soprannominati ‘ncacinati’, perché in quanto lavoratori delle miniere, tornavano sempre imbiancati, ovvero tutti ricoperti di calce.

## Economia
Il territorio del comune è compreso nella zona di produzione del Pistacchio di Raffadali D.O.P..

## Infrastrutture e trasporti

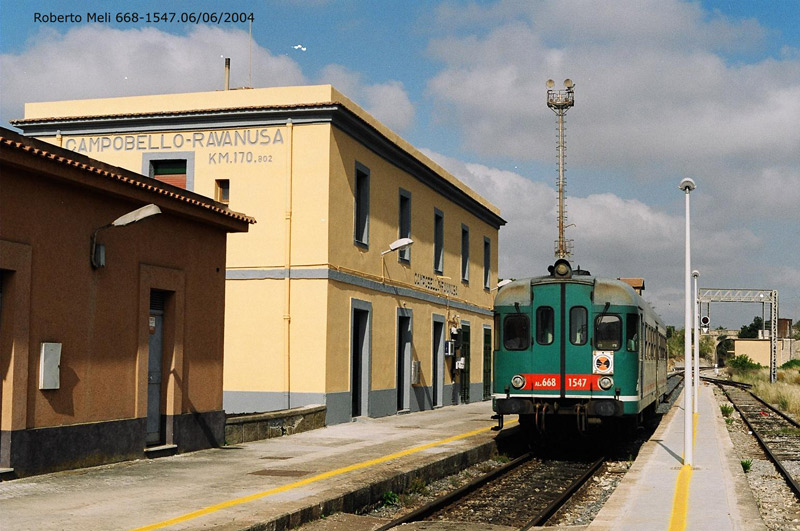
La stazione ferroviaria di Campobello-Ravanusa

### Strade
Ravanusa è interessato dalla strada statale 123 di Licata, della strada statale 557 di Campobello di Licata e della strada Provinciale 12.

### Ferrovie
Il comune è servito dalla stazione di Campobello-Ravanusa, posta sulla linea Caltanissetta Xirbi-Gela-Siracusa. La stazione ferroviaria è situata a pochissimi km dal centro abitato, nel territorio del comune di Campobello di Licata. Essa una volta era un nodo commerciale importante, quando i cereali prodotti nel territorio venivano spediti via ferrovia e quando la Miniera di zolfo Trabia - Tallarita era in piena attività e lo zolfo estratto veniva trasportato su rotaie.

## Amministrazione
Di seguito è presentata una tabella relativa alle amministrazioni che si sono succedute in questo comune.
| Periodo           | Periodo          | Primo cittadino           | Partito                               | Carica          | Note   |
| ----------------- | ---------------- | ------------------------- | ------------------------------------- | --------------- | ------ |
| 23 giugno 1988    | 15 marzo 1990    | Felice Sortino            | Democrazia Cristiana                  | Sindaco         | [ 22 ] |
| 29 marzo 1990     | 18 maggio 1990   | Luigi Raia                | Partito Socialista Italiano           | Sindaco         | [ 22 ] |
| 28 maggio 1990    | 20 luglio 1992   | Salvatore Lauricella      | Partito Socialista Italiano           | Sindaco         | [ 22 ] |
| 14 settembre 1992 | 7 giugno 1993    | Michele Minacori          | Partito Democratico della Sinistra    | Sindaco         | [ 22 ] |
| 7 giugno 1993     | 15 dicembre 1997 | Vito Coniglio             | la rete-mov.dem.                      | Sindaco         | [ 22 ] |
| 15 dicembre 1997  | 6 marzo 2001     | Salvatore Antonio Faudone | partito comunista siciliano           | Sindaco         | [ 22 ] |
| 6 gennaio 2001    | 6 marzo 2001     | Rodolfo Casarubea         |                                       | Comm. pref.     | [ 22 ] |
| 10 dicembre 2001  | 15 maggio 2007   | Giuseppe Bonaventura      | lista civica                          | Sindaco         | [ 22 ] |
| 15 maggio 2007    | 14 dicembre 2007 | Armando Savarino          | centro-destra                         | Sindaco         | [ 22 ] |
| 14 dicembre 2007  | 1º luglio 2008   | Maria Letizia Di Liberti  |                                       | Comm. regionale | [ 22 ] |
| 3 luglio 2008     | 13 giugno 2013   | Armando Savarino          | centro                                | Sindaco         | [ 22 ] |
| 13 giugno 2013    | 29 maggio 2023   | Carmelo d'Angelo          | lista civica, Il Popolo della Libertà | Sindaco         | [ 22 ] |
| 29 maggio 2023    | in carica        | Salvatore Pitrola         | indipendente di centro-sinistra       | Sindaco         | [ 22 ] |

### Gemellaggi
Di recente Ravanusa ha annunciato il proprio gemellaggio con Sulzbach/Saar, piccolo comune tedesco di circa 18.172 abitanti, situato nella regione della Saar. A testimonianza del gemellaggio con il piccolo paese del Saarland, è stata posizionata, nel viale Salvatore Lauricella, all'altezza dell'incrocio con via Bruno Buozzi, un carrello delle miniere tedesche, posto a simbolo dell'emigrazione ravanusana nel piccolo paese tedesco. Questa villetta ora ha il nome di Villa Sulzbach/Saar.
A Sulzbach/Saar una delle maggiori Piazze della cittadina è intitolata Ravanusaplatz.

### Altre informazioni amministrative
Il comune di Ravanusa fa parte delle seguenti organizzazioni sovracomunali: regione agraria n.4 (Colline del Salso e di Naro).

## Sport

### Podismo
Il "Trofeo Podistico Acsi Città di Ravanusa" ha una storia importante: da questa manifestazione sono passati alcuni tra i più grandi campioni del podismo. La prima edizione risale al 1993.

### Calcio
Il Ravanusa Calcio vinse il principale trofeo della sua storia sportiva nel 1979, quando si impose nella Coppa Italia Dilettanti. Milita nel campionato di promozione siciliana. I colori sociali sono il rosso ed il bianco.

### Pallavolo
È presente l'associazione sportiva "Virtus" pallavolo Ravanusa, nata nel 2000 come gruppo sportivo e costituitasi nel 2004 come associazione sportiva dilettantistica; partecipa con le proprie tesserate ai campionati giovanili di volley femminile indetti dalla federazione provinciale e a varie manifestazioni organizzate da enti di promozione sportiva.